# 加治寿衛吉
加治 寿衛吉（壽衞吉、かじ すえきち、1868年10月8日（明治元年8月23日）- 1926年（大正15年）2月25日）は、明治から大正期の実業家、政治家。衆議院議員。

## 経歴
讃岐国那珂郡丸亀城下（香川県那珂郡丸亀町、仲多度郡丸亀町を経て現丸亀市）で、丸亀藩士・加治重国の二男として生まれる。郷校で学び、1883年（明治16年）に上京して法律学を研究した。
自由民権運動に加わり、1890年（明治23年）愛国公党に入党。その後大同団結運動に参加し、国民自由党に入党してその勢力の拡張に尽力した。
1897年（明治30年）頃から実業界に入り、鹿島鉄道発起人、皇国生命保険会社顧問に就任。1906年（明治39年）東京通信社に入社し、その後社長を務めた。その他、万世銀行取締役兼支配人、東京証券信託取締役、特許豆乳取締役、東京実業銀行監査役などに在任した。また鉱山業も営んだ。
1908年（明治41年）5月の第10回衆議院議員総選挙で香川県丸亀市から出馬して初当選。第11回、第12回総選挙では白川友一と激しく戦ったがいずも落選。白川が1916年（大正5年）1月19日、衆議院議員選挙法違反事件で有罪が確定して議員を退職したため、繰上補充で衆議院議員に就任。1917年（大正6年）4月の第13回総選挙で再選され、衆議院議員に通算3期在任した。

## 国政選挙歴
- 第10回衆議院議員総選挙（香川県丸亀市、1908年5月、大同倶楽部）当選[7]
- 第11回衆議院議員総選挙（香川県丸亀市、1912年5月、中央倶楽部）落選[7]
- 第12回衆議院議員総選挙（香川県丸亀市、1915年3月、立憲同志会）落選[7]。その後、繰上補充[5]。
- 第13回衆議院議員総選挙（香川県丸亀市、1917年4月、憲政会）当選[10]
- 第14回衆議院議員総選挙（香川県第2区、1920年5月、憲政会公認）落選[11]